# Probus
Marcus Aurelius Probus (19. srpna 232 Sirmium, Dolní Panonie – září či říjen 282 tamtéž) byl římský císař vládnoucí v letech 276–282. Moderní historiografie ho pokládá za jednoho z nejschopnějších panovníků ve 3. století, ať už ve vojenském, či správním ohledu.

## Původ a kariéra
Probus pocházel z rolnické rodiny usazené v okolí Sirmia v dnešním Srbsku. Podle Epitome de Caesaribus se jeho otec jmenoval Dalmatius, podle Historie Augusty Maximus; jméno matky, která prý náležela k významnější rodině, je neznámé. Údaje o Probově příbuzenství s císařem Claudiem Gothikem jsou považovány za fikci.
Do armády vstoupil Probus zřejmě za vlády císaře Valeriana a udělal v ní rychlou kariéru, naposledy ve funkci velitele východních legií (dux Orientis). Přesný průběh jeho vojenské dráhy nelze na základě dnešního stavu poznání zrekonstruovat.

## Proklamace za císaře
Císařem provolaly Proba syrské legie, patrně ihned poté, co se v létě 276 rozšířila zpráva o násilné smrti císaře Tacita, teprve nedávno zvoleného. Pro poměry ve 3. století bylo typické, že proklamace nedošla všeobecného přijetí a prakticky v téže době si oblékl purpur i nevlastní Tacitův bratr, prefekt pretoriánů Florianus, který při Bosporu bojoval s Góty. Florianus přerušil stíhání již poražených útočníků a nastoupil pochod do nitra Malé Asie, aby se postavil Probovi. Toho sice uznali v Sýrii, Foinikii, Palestině a Egyptě, přesto však nebylo jeho postavení záviděníhodné, neboť většina říše včetně senátu se vyslovila pro jeho soupeře.
V nastalé občanské válce se Probus osvědčil jako dobrý taktik. Podle kronikáře Zosima se s ohledem na převahu Florianových jednotek snažil zápas prodlužovat a nakonec těžil z toho, že nepřátelské legie, většinou naverbované v Evropě, začaly v důsledku horkého místního podnebí trpět nemocemi. V září 276 byl pak Florianus vlastními vojáky v Tarsu zavražděn – cestu k moci měl Probus volnou.

## Vláda
Své působení v čele říše zahájil Probus velmi energicky. Vydal se po Florianových stopách zpět k Bosporu, rozprášil zbytky gótských oddílů, které dosud sužovaly kraj, a na jaře 277 dospěl do svého rodiště Sirmia na Balkáně. V té době již zcela jistě plánoval výpravu na západ, k Rýnu, neboť Frankové a Alamani vážně ohrožovali galské provincie. Do Lugduna dorazil pravděpodobně koncem srpna.
Válka s germánskými kmeny se protáhla až do roku 278 a jejím výsledkem bylo obnovení stability v celém galském prostoru. Podle Historie Augusty prý zahynulo 400 000 nepřátel, silně přehnané číslo, které ale dokazuje, jak výrazné římské vítězství bylo. Na jaře 278 se Probus odebral do Raetie, aby i na dunajské hranici obnovil mír a pořádek.
Při tažení Raetií vystoupil Probus proti Alamanům, Burgundům a Vandalům, uštědřil jim rozhodnou porážku a zajal jednoho z jejich náčelníků jménem Igillus. Pak pokračoval v pochodu do Ilyrika, kde se střetl se Sarmaty, a odtud dále do Thrákie, ohrožované Góty. Do léta 279 se mu podařilo neklidnou oblast natolik pacifikovat, že mohl poprvé během své vlády odejít na delší čas do Říma.
Bez účasti císaře byla roku 278 potlačena vzpoura v Lykii a Pamfýlii, vedená jakýmsi Lydiem, při níž vyslané vojsko delší čas obléhalo město Kremna v Pisidii, kam se rebelové uchýlili. Obsáhlou zprávu kronikáře Zosima o tomto povstání potvrdily archeologické vykopávky v Kremně a jejím okolí, které probíhaly v letech 1985–1987. Rovněž místními veliteli byly zlikvidovány snahy Blemmyů podnikat kořistné výpravy do Egypta a město Ptolemais, jehož obyvatelé se s útočníky spojili, padlo zpět do římských rukou.
O pohraničních potyčkách s Persií v roce 279 a následném uzavření míru někteří badatelé pochybují, faktem však zůstává, že Probus užíval vedle vítězných příjmení Gothicus maximus a Germanicus maximus i příjmení Persicus maximus (velký vítěz nad Peršany). Podrobnosti však nejsou známy.

### Pokusy o uzurpaci
V roce 280 se zdálo, že je Probus na vrcholu moci. Nepodařilo se mu sice zastavit hrozivou inflaci a nepřistoupil ani k zasádnějším reformám v oblasti správy či vojenství, ale zvítězil nad většinou vnějších nepřátel a úspěšně ukončil vnitřní rozbroje, jež otřásaly říší. Přesto byl klid pouze zdánlivý, neboť v letech 280–281 došlo na několika místech impéria k pokusu Probovu vládu svrhnout a tyto snahy, ačkoli byly potlačeny, císařovo postavení zřetelně oslabily.
Z pramenů není jasná přesná chronologie událostí, první revolta však patrně propukla v Británii, kde ji vedl místní správce, a další, Proculova a Bonosova, v Colonii Agrippině – obě udusili lokální činitelé bez přímé účasti císaře. Třetí, Saturninova revolta v Sýrii si vyžádala bezprostřední panovníkův zásah na východě, potom se ale rychle zhroutila a Saturninus byl zabit. Koncem roku 281 v říši opět zavládl klid a Probus se vrátil do Říma, aby zde oslavil triumf za svá vítězství nad Germány a Blemmyi.

### Probův pád
V roce 282 se Probus přesunul do Panonie, pravděpodobně proto, že se rozhodl zakročit proti některému ze zadunajských etnik. V mezidobí, než se shromáždily dostatečné síly, využíval vojáky k hloubení kanálů a odvodňovacím pracím v okolí Sirmia – tato nepopulární činnost nepochybně snížila jeho oblibu u armády. V srpnu či v září 282 pak přišla nečekaná zpráva, že legie v Raetii či Noriku provolaly za císaře prefekta pretoriánů Marka Aurelia Cara. Probus vyslal proti vzbouřenci jednotky, které mohl momentálně postrádat, ty ale přešly na Carovu stranu a následně byl císař někde v okolí Sirmia zavražděn. Jeho vláda trvala o něco více než šest let a většina antických autorů ji hodnotí velmi pozitivně. Po převzetí moci Diocletianem byl Probus dodatečně prohlášen za boha (DIVUS PROBUS).